# مفلعة
المِفْلَعَة هي أداة لشق الخشب. تُستخدم عن طريق دق إحدى حواف نصلها في نهاية قطعة من الخشب في اتجاه التعريق، ثم لف النصل في الخشب عن طريق تدوير المقبض.